# Maliczkowice
Maliczkowice – wieś na Ukrainie w rejonie lwowskim (wcześniej w rejonie pustomyckim) należącym do obwodu lwowskiego.